# Thomas Graumann
Thomas Graumann (* 1961) ist ein deutscher evangelischer Theologe.

## Leben
Er studierte evangelische Theologie, klassische Philologie, Philosophie und Pädagogik an der Universität Münster (1988 Erstes Staatsexamen; 1993 Kirchliches Examen). Nach der Promotion 1992 zum Dr. theol. in Münster und der  Habilitation 2000 (venia legendi für Kirchengeschichte) an der Universität Bochum ist er seit 2001 Inhaber des Lehrstuhls Ancient Christian History and Patristic Studies an der Faculty of Divinity der University of Cambridge. 
Seine Forschungsschwerpunkte sind Theologie und Geistesgeschichte des antiken Christentums in seiner Umwelt, Geschichte und Kultur des antiken Christentums, Synoden und Konzile der Kirche in Antike und frühem Mittelalter, Formen, Strategien, Träger und Institutionen theologischer Debatte und Lehrbildung und Geschichte der Auslegung und Rezeption der Bibel.

## Schriften (Auswahl)
- Christus interpres. Die Einheit von Auslegung und Verkündigung in der Lukaserklärung des Ambrosius von Mailand. Berlin 1994, ISBN 3-11-014423-9.
- Die Kirche der Väter. Vätertheologie und Väterbeweis in den Kirchen des Ostens bis zum Konzil von Ephesus (431). Tübingen 2002, ISBN 3-16-147549-6.